# Marco Aurelio Robles
Marco Aurelio Robles Méndez (Aguadulce, Panamá; 8 de noviembre de 1905 - 19 de abril de 1990). Nació en Aguadulce, Provincia de Coclé.  Tenía 58 años al asumir la presidencia.  Fue un político panameño. Ejerció como Ministro de Justicia desde 1960 hasta 1964. Posteriormente fue elegido Presidente de Panamá desde el 1 de octubre de 1964 hasta el 1 de octubre de 1968.
Bajo su administración se fundó la Universidad Católica Santa María La Antigua, universidad privada bajo la inspiración y el respaldo de la Iglesia Católica; se inauguró la Carretera Interamericana el 15 de julio de 1967 y la Represa de la Yeguada, en Veraguas, y se creó el Instituto para la Formación y Aprovechamiento de los Recursos Humanos (IFARHU), con el fin de dar becas y préstamos para estudios. El impacto de los programas de la Alianza para el Progreso de Estados Unidos redundó en beneficio de la economía panameña, que creció durante ese periodo.  Se ejecutó el Plan Robles dirigido a mejorar el ramo educativo y la situación de los campesinos.  Se creó también el seguro educativo, así como también se efectuaron las negociaciones y la firma de los proyectos de Tratados Tres en Uno o Robles-Johnson.  Sin embargo, ocasionaron muchas críticas, que finalmente no fueron presentados a la Asamblea Nacional.  Su gobierno fue caracterizado por actos de corrupción y represión hacia los trabajadores. En materia de seguridad, ordenó a la guardia nacional a cuidar las calles armándolos con fusiles,  a tirar a matar a todo hampón, delincuente y asaltador sorprendido in fraganti, hecho que le dio el famoso apodo de "Marco Rifle".
En marzo de 1968 la Asamblea Nacional lo destituyó y dio posesión al vicepresidente Max del Valle. Gracias al apoyo de la Guardia Nacional él regresó y se mantuvo en el poder hasta las elecciones que dieron el triunfo a Arnulfo Arias Madrid en mayo de 1968. A su vez, el 5 de abril de 1968, la Corte Suprema dictó un fallo en que expresó que la Asamblea Nacional había incurrido en faltas de procedimiento y que el juicio de destitución contra el presidente Robles era inválido.